# 안토니오 코레아
안토니오 코레아(이탈리아어: Antonio Corea, ?~?)는 조선인으로서 17세기 이탈리아에 건너갔다는 미지의 인물이다. 16~17세기 정유재란 때 일부 조선인들이 일본군에게 나가사키로 끌려가 해외에 노예로 팔려가게 되었는데, 이탈리아 선교사 프란체스코 칼레티(Francesco Carletti)이 5명을 구매하여 그 중 4명은 인도에 놓아주고 1명을 이탈리아 로마로 데려갔다는 것이다. 그에 대한 기록은 칼레티가 쓴 여행기가 유일하다.

## 실존 여부 논란

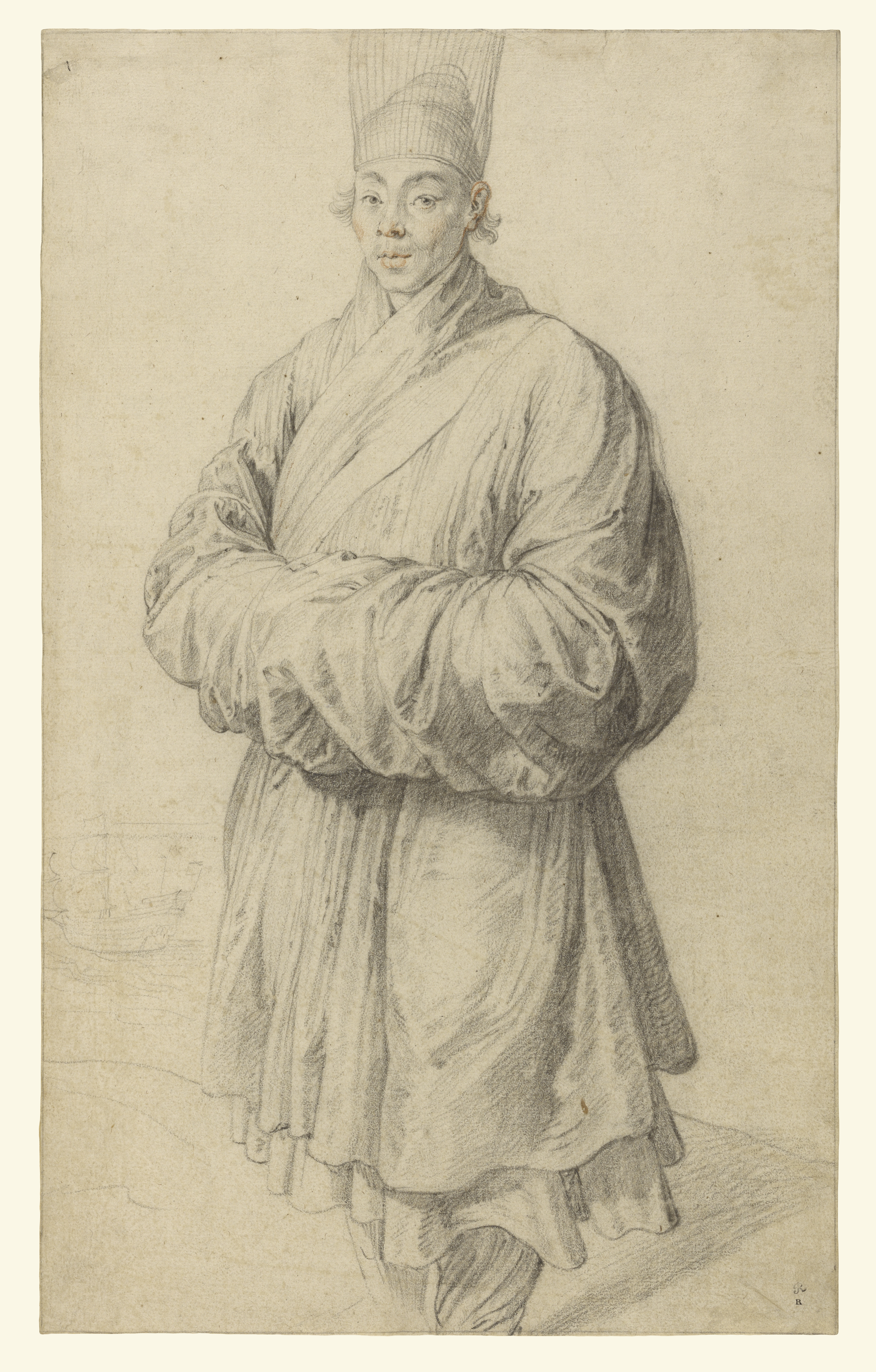
안토니오 코레아를 그렸다는 주장이 돌던 파울 루벤스의 《한복 입은 남자》

1983년 런던 크리스티 경매장에서 17세기 벨기에(당시 플랑드르) 화가 폴 루벤스의 《한복 입은 남자》 스케치가 미국 폴 게티 박물관에 팔렸는데, 당시 언론들은 그림 속 주인공이 “안토니오 꼬레아”라는 한국 사람이라고 보도했다. 하지만 이 보도는 아직 진위 여부가 확실하지 않다. 뚜렷한 이목구비 때문에 조선인이 아닐 것이라는 의견과 1930년대 영국의 한 전문지에 실린 그림 속 모자의 형태가 조선의 그것이라는 기사를 근거로, 조선인이라고 주장하는 의견이 엇갈리고 있기 때문이다.
1989년 당시 한국일보 특파원이었던 김성우 씨가 안토니오 꼬레아의 후예들이 사는 집성촌이 이탈리아 남부에 있다고 보도하면서 그 존재가 부각되기 시작했으며, 집성촌으로 지목된 알비 마을은 시칠리아 섬 맞은편에 있는 해발 1천 미터의 외딴 마을이다.
하지만 네덜란드 위트레흐트 대학교 베스트 베스트테인 교수가 연구하여 2016년 《네덜란드 미술사 연보》에서 발표한 논문에 따르면 루벤스가 그린 《한복을 입은 남자》는 조선사람이 아닌 것으로 밝혀졌다. 국민일보 2018년 12월 27일자 보도에 따르면, 안토니오라는 이탈리아 로마에서 살았던 조선인이 있던 것은 맞지만, 루벤스가 그린 그림은 안토니오가 아닌 중국 명나라 상인인 이퐁(Yppong, 興浦)를 그린 것이다.

## 같이 보기
- 프란체스코 카를레티(en:Francesco Carletti) - 일본에 가서 안토니오를 노예로 사왔던 이탈리아의 상인겸 탐험가로서 그의 자서전인 ‘나의 세계 일주기’(이탈리아어ː Ragionamenti di Francesco Carletti Fiorentino sopra le cose da lui vedute ne’ suoi viaggi si dell’ Indie Occidentali, e Orientali Come d’altri Paesi., 영어ː My Voyage Around the World)에서 조선인이 로마에서 세례명 안토니오로 산다는 얘기가 나온다
- 《베니스의 개성상인》 : 안토니오 꼬레아가 주인공으로 나오는 소설이다.
- 곽차섭,《조선 청년 안토니오 코레아, 루벤스를 만나다》, 푸른역사, 2004.
- 정준, 《안토니오 꼬레아》, 청동거울, 2014.
- 알비(en:Albi, Calabria) - 안토니오 코레아의 후손들이 살고 있는 마을로서 로마에서 약 700km 떨어져 있다
- 빈센트 권
- 김영옥 - 한국계 미국인 출신 미군으로 제2차 세계 대전 당시 이탈리아 전역에서 활약하였다